# Johannes Zukertort
Johannes (Jan) Hermann Zukertort (7 de setembre de 1839 - Londres, 20 de juny de 1888), fou un jugador d'escacs jueu d'origen germano-polonès, nacionalitzat britànic el 1878.
Fou un dels millors jugadors d'escacs del món durant les dècades dels 1870 i 1880. Va disputar (i perdre) contra Wilhelm Steinitz un matx el 1886, que és generalment considerat com el primer matx pel Campionat del món d'escacs; fou batut també per Steinitz el 1872 (quan ambdós eren ja considerats els millors jugadors del món). Anteriorment, el 1865, 1867, i 1871, va guanyar Adolf Anderssen, de manera que fou considerat per alguns com el millor jugador del món en aquell moment.
Zukertort va realitzar també tot un altre ampli espectre d'altres activitats, com ara ser soldat, músic, periodista, lingüista, i activista polític.
|  |

## Orígens i activitats no escaquístiques
Els orígens de Zukertort són incerts i no han pogut ser totalment documentats. El que se sap de la seva vida anterior a la seva carrera com a escaquista procedeix en gran part de les seves pròpies afirmacions, de manera que, per una època en què és difícil la comprovació de determinats extrems, moltes dades podrien haver estat inventades o exagerades.
Zukertort sostenia haver nascut a Lublin (Tsarat de Polònia), fill de pare prussià (un missioner protestant d'origen jueu), i mare de la noblesa polonesa (ell deia que la seva mare fou la baronessa Krzyżanowska (Krzyzanovska).). Com que la predicació cristiana entre la població jueva de la Polònia ocupada per l'Imperi Rus era considerada una activitat il·legal, la família Zukertort va emigrar cap a Prússia.
El 1861, va estudiar medicina a la Universitat de Breslau, i posteriorment afirmà que havia completat els estudis i fins i tot que tenia el doctorat en medicina, i que també havia cursat estudis de química a Heidelberg i de fisiologia a Berlín tot i que aquests extrems són dubtosos. En qualsevol cas, mentre era a Breslau va conèixer Adolf Anderssen, moment en el qual va quedar enamorat dels escacs. A Breslau era un dels oponents habituals de Samuel Mieses i Jakob Rosanes.
Sembla que la seva passió pels escacs no va impedir que Zukertort realitzés moltes altres activitats, segons ell mateix afirmava, com per exemple, ser pianista (i durant un breu període, crític musical), combatent en tres guerres en l'exèrcit prussià contra Àustria, Dinamarca, i França, parlar fluidament molts idiomes (fins a 14), i ser un excel·lent tirador d'esgrima i expert en l'ús d'armes de foc. També va trobar temps per a l'activisme polític, com a editor d'un diari, de Bismarck, l'Allgemeine Zeitung. Afirmava també posseir una memòria fabulosa, i que recordava totes les partides d'escacs que havia disputat.

## Carrera escaquística

### Resultats destacats en competició
Zukertort va conèixer, a Breslau, un dels millors jugadors d'escacs del moment, Adolf Anderssen, i estudià amb ell. Entre altres matxs que va disputar-hi, cal destacar que el derrotà el 1866, perdé el 1868 (+8 -3 =1), i finalment el va derrotar convincentment (+5 -2 =0) el 1871. El 1867 es va mudar a Berlín i el 1872 a Londres, any i lloc en què va jugar contra Wilhelm Steinitz, perdent per 9 a 3 (+1 -7 =4).
Tot i que Zukertort va perdre contra Steinitz els dos matxs que disputà contra ell, va demostrar que era superior a qualsevol altre oponent entre els darrers anys dels 1870 i els primers dels 1880. Durant aquest període els torneigs d'escacs no eren freqüents i per això les millors actuacions de Zukertort es van produir preferentment en matxs, especialment contra Anderssen el 1871, contra Samuel Rosenthal a Londres el 1880 (+7 -1 =11) i contra Joseph Henry Blackburne el 1881 (+6 -2 =5). A més, Zukertort fou un dels més exitosos jugadors de torneig de la seva època: assolí el tercer lloc, rere Steinitz i Blackburne al torneig de Londres de 1872 (on hi havia estat convidat després d'assolir la fama escaquística en haver guanyat Anderssen en matx l'any anterior); quedà en segona posició al Torneig de Londres de 1876; el 1877 fou primer a Colònia en l'11è (Congrés de la WDSB, o Campionat d'Alemanya), i el mateix any fou segon a Leipzig; empatà al primer lloc amb Szimon Winawer al Congrés Internacional de París de 1878 (i el guanyà en el desempat); fou segon a Berlín el 1881, rere Blackburne; empatà al quart lloc a Viena el 1882; i fou primer a Londres el 1883, 3 punts per damunt de Steinitz.
El seu principal èxit fou la victòria al Torneig d'escacs de Londres de 1883, que fou el 3r Congrés de la BCF, que tenia la consideració de Campionat de la Gran Bretanya. Allà hi guanyà les seves partides contra la majoria dels millors jugadors mundials del moment, tot puntuant 22/26, i acabant finalment 3 punts sencers per sobre de Steinitz, que fou segon amb 19/26, i cinc punts i mig per damunt de Blackburne. El resultat d'aquest torneig va deixar clar que Steinitz i Zukertort eren clarament els dos millors jugadors del món, i va conduir al matx pel campionat del món entre ells.
A despit del fet que sembla que els metges havien desaconsellat en Zukertort que jugués el matx, finalment el matx pel Campionat del món d'escacs de 1886 se celebrà entre l'11 de gener i el 29 de març de 1886 als Estats Units. Tot i que Zukertort començà liderant el marcador per 4-1, va perdre quatre de les cinc últimes partides, i també el matx, per un resultat global de 12½-7½ (+5 -10 =5). Després d'aquesta dolorosa derrota, la salut de Zukertort es va deteriorar molt, (se li va diagnosticar reumatisme, disfuncions coronàries, problemes de ronyó, i arterioesclerosi) i d'ençà que va tornar a Anglaterra, durant els dos anys que li quedaven de vida va ser un jugador molt més feble. Els seus resultats posteriors al matx de 1886 foren molt dolents: setè a Londres i tercer a Nottingham el 1886; quinzè a Frankfurt i quart a Londres el 1887; perdé un matx contra Blackburne el mateix any 1887 (+1 -5 =8); i setè a Londres el 1888.

### Força i estil de joc
Zukertort va ser un dels millors jugadors d'atac de tots els temps, adscrit a l'escola romàntica degut en part a la seva formació amb el seu mestre Anderssen. Zukertort tenia un estil de joc brillant, dotat d'una energia singular i una capacitat per a l'atac sorprenent, que fou suficient per superar la gran majoria de rivals de l'època, tot i que no prou per superar el seu gran enemic Steinitz (un exemple de la seva gran rivalitat és l'anècdota (molt reproduïda en ambients escaquístics) que, estant Steinitz i Zukertort presents al mateix dinar, quan algú va proposar un brindis "pel millor jugador d'escacs del món", ambdós es van aixecar alhora).
La mala salut i la manca de resistència física foren aparentment les dues més grans febleses de Zukertort a llarg termini: alguns comentaristes han atribuït a la malaltia la severitat de la seva derrota al matx de 1872 contra Steinitz; al torneig de Londres de 1883 va guanyar 22 de les seves 23 primeres partides, resultat suficient per situar-se líder inabastable, però va perdre les seves darreres tres partides; també, tot i que començà guanyant per 4-1 contra Steinitz el 1886, la seva actuació va empitjorar de sobre súbitament. La seva altra gran feblesa fou que, tot i que ningú millor que ell sabia aplicar el joc d'atac, mai no es va acostar a la comprensió de joc posicional de Steinitz, qui sovint el descol·locava totalment i fàcil amb simples maniobres estratègiques.
Al contrari que la majoria dels jugadors d'atac, en Zukertort preferia obertures com 1. c4 o bé 1. Cf3 que fossin tancades o semi-obertes i oferissin possibilitats de transposicions; de fet, a començaments dels 1880 1. Cf3 era coneguda com a "Obertura Zukertort", 40 anys abans que es consolidés el nom d'Obertura Réti.
En el seu millor moment, en Zukertort va excel·lir jugant a la cega. El 1876, va jugar setze partides simultànies a la cega, amb un resultat de (+11 -1 =4).

## Mort
Zukertort va morir el 20 de juny de 1888 a causa d'una hemorràgia cerebral, a Londres, després de jugar una partida al torneig del Simpson's Divan, del qual n'era líder en aquell moment. És enterrat al Cementiri de Brompton a Londres.

## Partides notables
- Johannes Zukertort vs NN, Leipzig - 1877, Obertura Vienesa: gambit Vienès (C26), 1-0 Les blanques sacrifiquen la dama i persegueixen el rei negre fins a la mort. A la posició final, 17. Af4 mat és inevitable.
- Mikhaïl Txigorin vs Johannes Zukertort, Torneig de Londres 1883, Obertura Ruy López, Defensa berlinesa, Variant Rio de Janeiro (C67), 0-1. Dos forts peons centrals contra el rei de Mikhaïl Txigorin.
- La immortal de Zukertort: Johannes Zukertort vs Joseph Henry Blackburne, Londres, 1883 En Zukertort sacrifica la dama, però en Blackburne no la pot prendre; després sacrifica una torre que Blackburne rebutja, però aviat en Zukertort força en Blackburne a prendre la torre, i a rendir-se 3 jugades després. El Campió del Món Steinitz va descriure aquesta com a "una de les més brillants partides que mai s'hagin vist."